# Síndrome
Una síndrome és un conjunt de símptomes i/o signes que defineixen clínicament un estat patològic. Quan una síndrome s'associa amb una causa definida, aquesta es converteix en una malaltia. En alguns casos, una síndrome està tan estretament relacionada amb una patogènesi o causa que les paraules síndrome, malaltia i trastorn s'acaben utilitzant de manera intercanviable. Aquesta substitució de terminologia sovint confon la realitat i el significat dels diagnòstics mèdics.
Sovint un mateix símptoma/signe, com ara la febre fa part de moltíssimes síndromes. Algunes síndromes, com la síndrome de Down, tenen una sola causa, mentre que altres, com la síndrome nefrítica, tenen múltiples causes possibles. En altres casos, la causa de la síndrome és desconeguda (com ho va ser en el seu moment la sida).

## Llista
Llista amb algunes síndromes:
| - Síndrome confusional aguda - Síndrome d'Asperger - Síndrome d'hiperviscositat - Síndrome de Balint - Síndrome de Bernard-Horner - Síndrome de Bloom - Síndrome de Brugada - Síndrome de compressió de la cua de cavall - Síndrome de dolor regional complex - Síndrome de Fitz-Hugh-Curtis - Síndrome de Guillain-Barré - Síndrome de l'intestí irritable - Síndrome de l'ovari poliquístic - Síndrome de les cames inquietes | - Síndrome de Marfan - Síndrome de Plummer-Vinson - Síndrome de Prader Willi - Síndrome de Rett - Síndrome de Stevens-Johnson - Síndrome de Tourette - Síndrome de Turner - Síndrome de West - Síndrome de Williams - Síndrome del destret respiratori agut - Síndrome extrapiramidal - Síndrome gripal - Síndrome nefròtica - Síndrome piramidal |